# Maltwhisky
Maltwhisky är whisky gjord på mältat korn, det vill säga korn som fått gro. Om maltwhiskyn kommer från ett enda destilleri kallas den för single malt och om den kommer från flera destillerier kallas den för vatted malt. Blandas maltwhisky däremot med kolonndestillerad grain whisky (produceras så som vodka men ska ha lagrats) blir resultatet blended whisky. 

## Tillverkning
För tillverkning av maltwhisky krävs i princip rent vatten, jäst och korn.
Råvaran är sädesslaget korn som man blötlägger och låter gro i ett par dagar. Detta görs för att omvandla den stärkelse som finns i kornen till socker. Efter cirka två dagar avbryts mältningen, genom att man torkar den bildade malten. Vissa whiskysorter såsom Glengoyne använder bara varmluft för torkningen medan andra som Bowmore eller Laphroaig eldar med torv under för att få en rökigare smak på whiskyn. Svenska Mackmyra använder även enris för rökning. De allra flesta destillerier i Skottland använder torv till större eller mindre del. Rökigheten i whiskyn kommer av fenoler som finns i torvröken och som sedan följer tillverkningsprocessen från malten till den färdiga whiskyn. Rökigheten i malten mäts i ppm (parts per million) fenol i malten och kan normalt variera i intervallet 0 - 50. Destilleriet Bruichladdich gör en whisky med namnet Octomore som är extremt rökig och görs på malt som i olika versioner varierat mellan 88 och 309 ppm fenol. 
Efter mältning och torkning krossas kornen till mjöl. Detta mjöl blötläggs som mäsk för att frigöra sockret och separera proteinet. Ofta blötläggs mjölet flera gånger med stegrande temperatur på vattnet, sista gången nära kokpunkten. Därefter silar man bort mjölresterna, dranken, och den färdiga vätskan med de jäsbara sockerarterna kallas för vört.  Man tillsätter jäst och låter blandningen jäsa i några dygn tills jästen dör. Under jäsningen sönderdelas stärkelsesockret i vörten till etanol och kolsyra. Det man har tillverkat då är i princip ett starkt öl som kallas vört. 
Vörten destilleras i stora specialtillverkade pannor (pot stills) av koppar, där alkoholen kokas av och lämnar vörten som ånga. Skotsk maltwhisky destilleras ofta 2 gånger, men vissa destillerier, främst irländska (samt bland andra det skotska Auchentoshan vid Glasgow), destillerar 3 gånger och minst ett (Springbank Distillers) destillerar i princip 2,5 gånger när de gör Springbank (men 2 gånger för Longrow och 3 gånger för Hazelburn). Så gott som varje destilleri har sin egen storlek och form på kärlen, vilket tillåter olika lättflyktiga aromämnen att följa med alkoholångorna och på så sätt påverka smaken. Den ånga som lämnar vörten i pannan kyls ner, och blir till vätska på nytt i pannan, svanhalsen och kondensorn. Det som kondenseras i pannan rinner ner och kokas på nytt. Några destillerier (t ex Talisker och Ardbeg) har purifiers, rör från svanhalsen tillbaka till pannan, på mäsk- eller spritpannan så att den ånga som kondenserats där också rinner tillbaka till pannan. Kylningen av spritångorna kan ske på olika sätt, oftast med shell-and-tube condenser men, på några destillerier (t ex Dalwhinnie och Talisker), med traditionell worm tub, vilket också kan påverka smaken. 
Vid destillering två gånger sker den första destilleringen i mäskpannor (wash stills) och då destilleras den jästa mäsken till cirka 20 volymprocent alkohol. Resultatet av denna destillering kallas low wine. I den andra destilleringen, i spritpannor (spirit stills), destilleras low wine till sprit. Den första vätskan som kommer ut kallas huvud (av engelskans: head) och är väldigt alkoholstark. Den innehåller också vissa föroreningar, bland annat metanol, och leds tillbaka till low wine-kärlet för att undvika dålig smak och en hälsofarlig produkt. Den största mängden finns i processens mitt och kallas hjärta (av engelskans: heart); det är denna sprit som slutligen kommer att bli whisky. Slutligen kommer svansen (på engelska: tail) som har låg alkoholhalt och många oönskade smaker. Hur stort "hjärta" man väljer att ta ut lär betyda mycket för hur whiskyn slutligen smakar. Spriten som nu destillerats har en alkoholhalt på omkring 60%, men ännu är det inte whisky.
Den destillerade whiskyn lagras därefter på träfat (i Skottland ekfat) i minst tre år så som reglerna för whiskytillverkning påbjuder. Varje år dunstar cirka 2 % genom det porösa träet. Denna avdunstning kallas "The Angels' share" i Skottland. Fatlagringen bidrar med smakämnen från träet, gör whiskyn mildare och rundare och ger whiskyn dess färg. Varje fat används ett fåtal gånger. Normalt används fat som tidigare nyttjats för lagring av bourbon eller sherry. Under senare år har det dock blivit allt mer vanligt att whiskyn efter en tid tappas över till fat som använts för lagring av andra alkoholhaltiga drycker, till exempel vin, portvin eller cognac.
Efter att whiskyn har lagrats tappas den upp på flaskor. Den späds då normalt ut med vatten till 40, 43 eller 46 volymprocent alkoholhalt. Då man brukar vilja ha en konsekvent smak och färg på olika märkens standardwhisky blandas ofta whisky från olika fat, och åldern som står på flaskan är alltid den från det yngsta fatet. Det är också vanligt att kylfiltrera whiskyn samt att färgsätta den med sockerkulör. Kylfiltrering tar bort innehåll som kan göra whiskyn "dimmig" vid låga temperaturer, t ex i ett glas med is. Maltwhisky av högre kvalitet kylfiltreras och färgas normalt inte. Det är inte ovanligt att den säljs outspädd vid så kallad "cask strength" (ca 50 till drygt 60 % beroende på destillation och fatlagring), eller utspädd till 46 procent alkoholhalt. Det förekommer också att whisky tappas fatvis just för att varje tappning om några hundra flaskor ska vara unik.   

## Om råvarorna
Det krävs inte många råvaror för att tillverka malthisky, i princip endast vatten, jäst, korn och, för rökig whisky, torv.
Kornen som används är normalt tvåradigt korn (H. vulgare distochum) som ger en ren och mild smak. Förr användes även fyrradigt korn, vilket gav en torrare och skarpare smak. Genom växtförädling har man fått fram ett allt mer stärkelserikt korn. Vanliga kornsorter är Golden Promise, Prisma och Chariot. 
Ofta eldar man med torv vars rök leds genom malten när den ska torkas. Inte bara hur mycket rök som tas upp i malten påverkar whiskyn smak. Även när under torkningsprocessen torvröken leds genom malten påverkar. Beroende på var torven är tagen, t ex i inlandet eller ute på Islay, och på till vilket djup under markytan den tas skiljer dess innehåll och den smakpåverkan den har.  
Vattnets kvalitet, innehåll och smak är en av de faktorer som påverkar whiskyn i större eller mindre grad. Vatten används vid flera steg av tillverkningsprocessen. Oftast används mycket friskt och klart vatten. Men bland annat destilleriet Lagavulin på Islay använder vatten från en bäck som kommer från en mosse. På sin 16-åriga standardmalt skriver de: "Moss water, passing over rocky falls, steeped in mountain air and moorland peat, destilled and matured in oak casks exposed to the sea shape Lagavulin's robust and smoky character." Före buteljering späds oftast whyskyn ner med vatten till t ex 40, 43 eller 46 % alkohol. Endast ett fåtal destillerier har egen mältning och/eller egen buteljeringsanläggning varför det vatten som används på destilleriet vid blötläggning av den malda malten till mäsk oftast är ett annat än det som använts vid mältningen och det som används vid spädning till önskad alkoholhalt före buteljering.  
Jäst är en encellig svamp som lever på att bryta ner organiskt material. Vid tillverkningen används antingen destillerijäst eller öljäst, båda dessa kommer från jästsvampen Saccharomyces Cerevisiae. En skillnad mellan de två är att öljäst kan ge mäsken en viss egen smak som kan göra den både bitter, syrlig, söt eller fruktig. Man använder både färsk torrjäst eller flytande jäst.

## Skotsk maltwhisky
Skottland har en lång tradition av tillverkning av maltwhisky och indelas i olika regioner. Här finns länkar till sidor om dessa.
- Lowlands. Här finns flera aktiva destillerier, varav ett par är nyöppnade.
- Highlands, ibland med undergruppen Islands. Highlands är den klart största regionen geografiskt med stora interna skillnader i karaktär.
- Speyside. Här finns ungefär hälften av Skottlands drygt 100 aktiva destillerier.
- Campbeltown. I denna hamnstad i väst finns tre destillerier, varav ett, Springbank, gör tre olika varianter av maltwhisky. (I början av 1900-talet fanns ca 30 destillerier i och runt Campbeltown.)
- Islay. På ön Islay finns nu nio aktiva destillerier, ett nytt (Ardnahoe) startade 2018, ett planeras återöppna april 2024 (Port Ellen), ett är under byggnation med planerad start 2024 (Portintruan) och ett ytterligare (Gartbreck) projekteras.

[uppföljning saknas]